# Monte Cristo, Argentina
Monte Cristo är en ort i Argentina.   Den ligger i provinsen Córdoba, i den centrala delen av landet, 600 km nordväst om huvudstaden Buenos Aires. Monte Cristo ligger 350 meter över havet och antalet invånare är 6 914.
Terrängen runt Monte Cristo är platt, och sluttar brant österut. Närmaste större samhälle är Malvinas Argentinas, 12,4 km väster om Monte Cristo.
Trakten runt Monte Cristo består till största delen av jordbruksmark. Runt Monte Cristo är det mycket glesbefolkat, med 6 invånare per kvadratkilometer.